# Thái Bảo, Gia Nghĩa
Thái Bảo (tiếng Trung: 太保市; bính âm: Tàibǎo Shì) là huyện lỵ của huyện Gia Nghĩa, tỉnh Đài Loan, Trung Hoa Dân Quốc. Tên thành phố được đặt theo quê hương của Vương Đắc Lục, quê ở thành phố Thái Bảo vào thế kỷ 19.
- Diện tích: 66,90 km²
- Dân số: 34.330 (2003)